# Берег правый, берег левый
Берег правый, берег левый (Rive droite, rive gauche) — французский фильм, снятый Филиппом Лабро. В главных ролях снялись Жерар Депардье и Натали Бай. Кароль Буке получила номинацию Сезар на лучшую женскую роль второго плана.

## Сюжет
Поль — успешный адвокат с правого берега Сены. Среди прочих он представляет инвестора "президента" Первилльара. Несмотря на то, что он женат, Поль влюбляется в молодую женщину по имени Саша. У них завязывается роман. Когда он узнаёт истину про своего клиента "президента" он выступает в телепередаче. Президент начинает мстить Полю, угрожая ему и его Саше...

## В ролях
- Жерар Депардье: Поль Сенанк
- Натали Бай: Саша Вернакис
- Кароль Буке: Бабе Сенанк
- Бернар Фрессон: Первилльяр
- Жак Вебер: Гари, деловой партнер Сенанка
- Шарлотта де Тюркхайм: Катрин
- Жак Буде: министр
- Филипп Лоденбак: Хозяин
- Жан-Ив Бертело: доктор
- Марсель Бозонне: друг Первилльяра